# Campeonato Brasileiro de Futebol de 1970
O Campeonato Brasileiro de Futebol de 1970, originalmente denominado Taça de Prata pela CBD e também conhecido por Torneio Roberto Gomes Pedrosa, foi a 15.ª edição do Campeonato Brasileiro e foi vencido pelo Fluminense, conquistando assim o seu primeiro título de campeão brasileiro.
Já estabelecida como a mais importante competição de clubes do Brasil, e resolvidas as pendências entre CBD e Conmebol, a Taça de Prata de 1970 indicou os dois representantes brasileiros para a Taça Libertadores da América: o campeão Fluminense e o vice Palmeiras. Nesta edição, foram mantidos os números de dezessete participantes e de sete estados, bem como a fórmula de disputa. As únicas alterações se deram no representante paranaense, que voltou a ser o Atlético Paranaense, campeão de seu estado, e no quinto clube paulista, que deixou de ser a Portuguesa para dar lugar à Ponte Preta, vice campeã estadual. Essa edição bateu o recorde de arrecadação do Torneio Roberto Gomes Pedrosa/Taça de Prata, com uma receita de 13 745 574,50 cruzeiros em 142 jogos, média de 96 799,82 cruzeiros por partida.
Chegaram ao quadrangular decisivo o Palmeiras (pela quarta vez seguida), o Cruzeiro (repetindo o ano anterior), Atlético Mineiro e Fluminense, que estreavam nas finais. O Fluminense venceu os dois primeiros jogos por 1 a 0 e chegou à última rodada com larga vantagem: enfrentaria o já eliminado Atlético Mineiro em casa, jogando pelo empate e podendo até perder, caso o Palmeiras não ganhasse do também eliminado Cruzeiro em São Paulo, na rodada de 20 de dezembro.  Como o Palmeiras fez 4 a 2 no Cruzeiro, o empate em 1 a 1 foi suficiente para o Fluminense sagrar-se campeão, perante 112 402 pagantes, mais de 132 mil torcedores presentes.
Em 2010, o torneio foi reconhecido pela CBF como o Campeonato Brasileiro de Futebol de 1970, atribuindo o título de campeão brasileiro ao Fluminense, exatamente como fazia em seus boletins oficiais entre 1971 e 1975, excluindo esta informação a partir do boletim de 1976. Foi a única competição que contou com todos os 22 jogadores da Seleção Brasileira campeã da Copa do Mundo de 1970, mundialmente considerada uma das maiores seleções da história do futebol.

## História

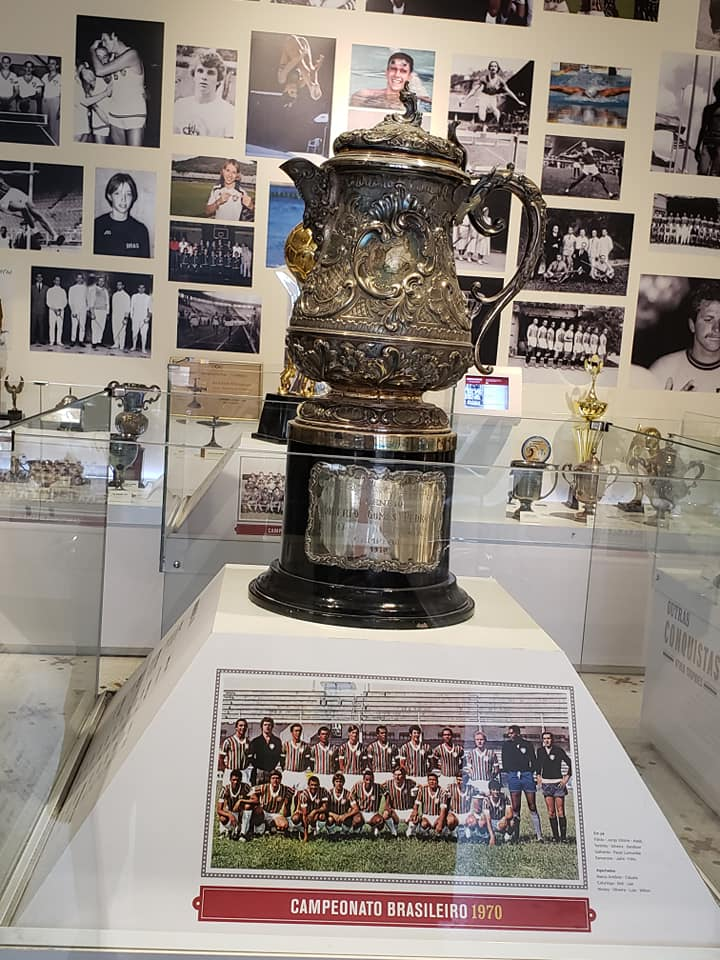
Taça do Campeonato Brasileiro de Futebol de 1970

O Torneio Roberto Gomes Pedrosa/Taça de Prata foi uma competição nacional de futebol no Brasil disputada de 1967 a 1970, antes da criação do Campeonato Nacional de Clubes, em 1971, que ficou lembrado por vários anos como sendo o primeiro Campeonato Brasileiro desde que a CBD modificou o seu boletim oficial em 1976.
A 14.ª edição do Campeonato Brasileiro de Futebol, ou a terceira e última Taça de Prata, foi realizada em 1970 e contou com a participação de dezessete equipes de sete estados. As únicas modificações se deram no representante do Paraná, que voltou a ser o Atlético Paranaense, e no quinto clube paulista, que deixou de ser a Portuguesa para dar lugar à Ponte Preta. Esta edição do certame ficou marcada como a única competição que contou com todos os jogadores brasileiros campeões de uma Copa do Mundo (a Copa do Mundo de 1970, no México), que, segundo Odir Cunha, foi uma "era áurea" do futebol do País, que possivelmente não voltará a ocorrer, visto que, atualmente, os melhores jogadores brasileiros vão ainda jovens para o exterior, por fins lucrativos. Em 1970, após quatro edições disputadas, o Torneio Roberto Gomes Pedrosa/Taça de Prata chegou ao fim: em 1971, a CBD anunciou a transformação da Taça de Prata em Campeonato Nacional de Clubes, com grande influência política. Esse torneio ficaria conhecido, a partir de 1976, como a primeira edição do Campeonato Brasileiro, excluindo a versão anterior, apesar de disputado sob formato similar ao do Torneio Roberto Gomes Pedrosa/Taça de Prata.
Pela primeira vez um time não-paulista venceu o Torneio Roberto Gomes Pedrosa/Taça de Prata, com o Fluminense sagrando-se campeão após o empate por 1 a 1 na última rodada do quadrangular final com o Atlético Mineiro. O herói do clube carioca nesse título foi Mickey, que marcou três gols no quadrangular final, sendo um em cada uma das três partidas em que substituiu Flávio, goleador tricolor que ainda terminaria como vice-artilheiro da competição com onze gols em quatorze partidas, apesar dos jogos ausente, e que teve que parar para fazer uma operação de amigdalite. O vice-campeão foi o Palmeiras, que venceu o Cruzeiro por 4 a 2 na última rodada. O clube carioca e o paulista se classificaram para a disputa da Libertadores de 1971, com o Cruzeiro tendo feito o artilheiro da competição, Tostão, com doze gols. Na disputa particular entre os grandes clubes mineiros, o Atlético terminou em terceiro e o Cruzeiro em quarto.
Entre 1969 e 1971, este time do Flu ganharia cinco títulos oficiais, além deste título nacional, dois campeonatos cariocas, em 1969 e em  1971, e duas edições da Taça Guanabara, então competição independente, também em 1969 e 1971, sendo este o primeiro time do Fluminense a receber a alcunha de "Máquina". Na partida contra o Palmeiras, a Torcida do Flu levou uma faixa com os dizeres "O Flu é uma máquina", e, na partida decisiva contra o Atlético Mineiro, a torcida colocou outra faixa, onde se lia "Pra frente, Máquina".
Do time campeão, Félix, um de seus reservas, Jairo, Toninho, Marco Antônio, Denílson, Flávio e Lula defenderam em algum momento de suas carreiras a Seleção Brasileira principal, sendo que Félix e Marco Antônio foram campeões da Copa do Mundo de 1970.
A edição do Torneio Roberto Gomes Pedrosa/Taça de Prata de 1970 foi a base para a criação do Campeonato Nacional de Clubes, em 1971: as únicas alterações foram a inclusão de um clube do Ceará e de mais um de Minas Gerais e outro de Pernambuco; ou seja, o campeonato passou a ter vinte clubes, em vez de dezessete, não sofrendo nenhuma mudança drástica em relação à edição anterior da Taça de Prata. Alguns autores consideram que "a história do futebol brasileiro, a partir desse momento, foi deixada para trás". Este novo certame viera com a proposta de dar oportunidades diretas para times do país inteiro e, devido à política que ditava o critério de escolha dos participantes, não havia necessidade de as equipes passarem por campeonatos regionais. A fórmula de disputa seguia a mesma da competição anterior, com a criação de uma segunda divisão. No entanto, não existia rebaixamento, mas havia promoção — foi o vice-campeão Remo, e não o campeão Villa Nova, que ficou com a vaga para disputar o Nacional de 1972.
Existem versões que os motivos da exclusão da versão anterior foram questões políticas. "O Brasil vivia uma ditadura que descobria como o futebol podia ser usado para promover o ufanismo e a imagem de integração nacional", escreveu o jornalista e historiador Roberto Assaf. "Era interessante para o governo da época vender a ideia de que estava sendo criado algo inédito." A forma como o regime militar utilizou o futebol brasileiro para legitimar alguns de seus dogmas é evidente. O tricampeonato da Seleção Brasileira na Copa do Mundo de 1970 é o exemplo mais marcante das intervenções realizadas pelo governo militar no futebol nacional. Porém, também determinaram diversas diretrizes que influenciaram os clubes. A criação do Campeonato Nacional de Clubes em 1971 veio na esteira do Plano de Integração Nacional do presidente brasileiro Emílio Garrastazu Médici.
A discussão sobre se o Torneio Roberto Gomes Pedrosa/Taça de Prata era ou não um campeonato realmente nacional é um assunto controverso. Em dezembro de 1968, a Folha ainda lamentava o fato do Brasil ser "o único país sem campeonato nacional", lamento repetido quatro meses depois, seguido de uma constatação: "Um campeonato brasileiro de futebol, com lei de acesso atualizada, será a salvação do futebol nacional." Já outros veículos da imprensa, além da própria CBD que declarou o Fluminense campeão brasileiro em seu boletim oficial de 1971, tratavam a competição como um verdadeiro campeonato nacional e consideravam seus vencedores campeões brasileiros, como a revista Placar, que, em sua edição de 25 de dezembro de 1970, trazia ampla cobertura das finais do campeonato e estampou em sua capa a manchete "O Flu é o campeão do Brasil!". Em 1967, após a criação da competição, o Jornal do Brasil defendeu que a realização de um campeonato de proporções nacionais era um importante momento para a história do futebol brasileiro e acrescentou: "A esperança de melhores rendas e espetáculos de qualidade superior àqueles proporcionados pelos estaduais parecia concretizar-se, uma vez que a criação de um campeonato nacional racionalizaria o calendário, possibilitando, inclusive, a vinda de clubes estrangeiros para o Brasil, e fortaleceria a Seleção Brasileira, já que jogadores de outros centros poderiam ser úteis para o time verde e amarelo, que tinha perdido a Copa do Mundo em 1966 para os anfitriões ingleses."
Todavia, mesmo com a criação do Campeonato Nacional de Clubes, a imprensa da época continuou dividida: Enquanto uma parte dos jornalistas era otimista com a nova competição, outra parcela permanecia debatendo a respeito da falta de um campeonato verdadeiramente nacional. A revista Placar, que lutara durante todo o ano de 1970 pela criação do Nacional, acabou adotando uma postura cautelosa após a criação da nova competição. Sob o título "Até que enfim um Campeonato Nacional — mas tem que melhorar", a revista criticava a hegemonia dos fatores políticos em detrimento dos aspectos futebolísticos. Para a revista, o Nacional "não passava de um Robertão um pouco diferente", o que não contribuía para alterar a estrutura arcaica do futebol brasileiro. O Jornal dos Sports também não considerou que houve grandes mudanças entre os dois certames e, ao falar das equipes cariocas que disputariam o Campeonato Nacional, apresentou a equipe do Fluminense da seguinte forma: "Flu parte para o bi com toda a força." Ou seja, assim como a Placar no ano anterior, o Jornal dos Sports também tratou o Fluminense como campeão brasileiro mesmo sem a existência oficial do Campeonato Nacional, considerando o Torneio Roberto Gomes Pedrosa/Taça de Prata como tal. Anos mais tarde essa questão viria a ser de grande relevância e alvo de disputas esportivas e políticas.
O rompimento entre o que já existia e o que surgiu criou um paradoxo: ao mesmo tempo em que existia a noção de que os vencedores da Taça Brasil e do Torneio Roberto Gomes Pedrosa/Taça de Prata eram campeões nacionais, a imprensa da época também continuava debatendo a respeito da falta de um campeonato verdadeiramente nacional. "A própria CBF não sabe o que a CBD determinou na transição de 1970 para 1971", afirma o jornalista Paulo Vinícius Coelho. "A documentação da época está na Granja Comary [em Teresópolis, RJ], e o responsável pelo arquivo histórico da entidade ainda não teve condições de procurar esse material."
João Havelange, ex-presidente da CBD que criou tanto a Taça Brasil, o Torneio Roberto Gomes Pedrosa e o Campeonato Nacional de Clubes, declarou que as competições representavam a sequência uma da outra e que a Taça Brasil e o Torneio Roberto Gomes Pedrosa foram criados para definir o campeão brasileiro, e que o Campeonato Nacional de Clubes representou o prosseguimento destas competições. Também, segundo Odir Cunha, o surgimento do Campeonato Nacional de Clubes não invalidou os títulos brasileiros anteriores. Tanto é, que por muitos anos, a Taça Brasil e o Torneio Roberto Gomes Pedrosa/Taça de Prata foram computados nos rankings de clubes que se fazia. João Havelange, também declarou em 2010 ser favorável à unificação dos títulos da Taça Brasil e do Torneio Roberto Gomes Pedrosa/Taça de Prata ao Campeonato Brasileiro. Em um evento oficial do Santos, ele afirmou que "se os títulos existiram é porque as competições foram oficiais e, se foram oficiais, devem ser respeitadas".
Após os times vencedores das competições nacionais antes de 1971 entrarem com pedido na CBF para a entidade equiparar suas conquistas às do Campeonato Brasileiro, em 22 de dezembro de 2010, a CBF unificou oficialmente os títulos nacionais, tornando todas as edições do Torneio Roberto Gomes Pedrosa/Taça de Prata — bem como as da Taça Brasil — válidas como Campeonato Brasileiro, assim como a entidade fazia em seus boletins oficiais entre 1971 e 1975, excluindo esta informação a partir do boletim de 1976.

## Jogadores e técnico campeões daCopa do Mundo de 1970na competição
- Clubes que defenderam na Taça de Prata, idade em 20 de setembro, início da competição.[35]

Técnico
- Zagallo: Botafogo FR. Idade - 39 anos (9 de agosto de 1931).

Goleiros
- Félix: Fluminense FC. Idade - 32 anos (24 de dezembro de 1937).
- Ado: SC Corinthians Paulista. Idade - 24 anos (4 de julho de 1946).
- Leão: SE Palmeiras. Idade - 21 anos (11 de setembro de 1949).

Zagueiros
- Brito: Cruzeiro EC. Idade - 31 anos (9 de agosto de 1939).
- Piazza: Cruzeiro EC. Idade - 27 anos (25 de fevereiro de 1943).
- Carlos Alberto: Santos FC. Idade - 26 anos (17 de julho de 1944).
- Marco Antônio: Fluminense FC. Idade - 19 anos (6 de fevereiro de 1951).
- Baldocchi: SE Palmeiras. Idade - 24 anos (14 de março de 1946).
- Fontana: Cruzeiro EC. Idade - 29 anos (31 de dezembro de 1940).
- Everaldo: Grêmio FBPA. Idade - 26 anos (11 de setembro de 1944).
- Joel: Santos FC. Idade - 24 anos (18 de setembro de 1946).
- Zé Maria: SC Corinthians Paulista. Idade - 21 anos (18 de maio de 1949).

Meio-campistas
- Clodoaldo: Santos FC. Idade - 20 anos (26 de setembro de 1949).
- Gérson: São Paulo FC. Idade - 29 anos (11 de janeiro de 1941).
- Rivelino: SC Corinthians Paulista. Idade - 24 anos (1 de janeiro de 1946).
- Paulo César: Botafogo FR. Idade - 21 anos (16 de junho de 1949).

Atacantes
- Jairzinho: Botafogo FR. Idade - 25 anos (25 de dezembro de 1944).
- Tostão: Cruzeiro EC. Idade - 23 anos (25 de janeiro de 1947).
- Pelé: Santos FC. Idade - 29 anos (23 de outubro de 1940).
- Roberto: Botafogo FR. Idade - 26 anos (31 de julho de 1944).
- Edu: Santos FC. Idade - 21 anos (6 de agosto de 1949).
- Dario: C Atlético Mineiro. Idade - 24 anos (4 de março de 1946).

Outro destaque
- Defendeu a Seleção Uruguaia, quarta colocada na Copa do Mundo de 1970.

- Pedro Rocha: São Paulo FC. Idade - 27 anos (3 de dezembro de 1942).

## Fórmula de disputa
Primeira fase: os dezessete participantes jogaram todos contra todos, em turno único, mas divididos em dois grupos (um com oito clubes e outro com nove) para efeito de classificação. Classificaram-se os dois primeiros de cada grupo para a fase final.
Fase final: os quatro clubes classificados jogaram todos contra todos, em turno único. O clube com maior número de pontos nesta fase sagrou-se campeão.
Critérios de desempate: saldo de gols, goal-average e sorteio.

## Participantes
| Equipe              | Cidade         | Estado | Título(s)                                   |
| ------------------- | -------------- | ------ | ------------------------------------------- |
| America             | Rio de Janeiro | GB     | 0 (não possui)                              |
| Atlético Mineiro    | Belo Horizonte | MG     | 1 (1937)                                    |
| Atlético Paranaense | Curitiba       | PR     | 0 (não possui)                              |
| Bahia               | Salvador       | BA     | 1 (1959)                                    |
| Botafogo            | Rio de Janeiro | GB     | 1 (1968)                                    |
| Corinthians         | São Paulo      | SP     | 0 (não possui)                              |
| Cruzeiro            | Belo Horizonte | MG     | 1 (1966)                                    |
| Flamengo            | Rio de Janeiro | GB     | 0 (não possui)                              |
| Fluminense          | Rio de Janeiro | GB     | 0 (não possui)                              |
| Grêmio              | Porto Alegre   | RS     | 0 (não possui)                              |
| Internacional       | Porto Alegre   | RS     | 0 (não possui)                              |
| Palmeiras           | São Paulo      | SP     | 4 (1960, 1967[RGP], 1967[TB], 1969)         |
| Ponte Preta         | Campinas       | SP     | 0 (não possui)                              |
| Santa Cruz          | Recife         | PE     | 0 (não possui)                              |
| Santos              | Santos         | SP     | 6 (1961, 1962, 1963, 1964, 1965, 1968[RGP]) |
| São Paulo           | São Paulo      | SP     | 0 (não possui)                              |
| Vasco da Gama       | Rio de Janeiro | GB     | 0 (não possui)                              |

Notas
- RGP. ^ Em 1967 e 1968, foram realizados dois Campeonatos Brasileiros. Esta colocação refere-se ao torneio denominado na época de Torneio Roberto Gomes Pedrosa.
- TB. ^ Em 1967 e 1968, foram realizados dois Campeonatos Brasileiros. Esta colocação refere-se ao torneio denominado na época de Taça Brasil.

## Classificação da primeira fase
Grupo A
| Pos | Equipes          | Pts | J  | V | E | D | GP | GC | SG |
| --- | ---------------- | --- | -- | - | - | - | -- | -- | -- |
| 1   | Palmeiras        | 23  | 16 | 9 | 5 | 2 | 16 | 7  | 9  |
| 2   | Atlético Mineiro | 20  | 16 | 7 | 6 | 3 | 21 | 13 | 8  |
| 3   | Botafogo         | 19  | 16 | 7 | 5 | 4 | 21 | 13 | 8  |
| 4   | Grêmio           | 18  | 16 | 6 | 6 | 4 | 17 | 13 | 4  |
| 5   | Santos           | 16  | 16 | 5 | 6 | 5 | 20 | 20 | 0  |
| 6   | Bahia            | 15  | 16 | 5 | 5 | 6 | 11 | 18 | -7 |
| 7   | São Paulo        | 11  | 16 | 3 | 5 | 8 | 14 | 20 | -6 |
| 8   | America-RJ       | 10  | 16 | 2 | 6 | 8 | 15 | 23 | -8 |

|  |                                            |
|  | Zona de classificação para a próxima fase. |

Grupo B
| Pos | Equipes             | Pts | J  | V | E | D  | GP | GC | SG  |
| --- | ------------------- | --- | -- | - | - | -- | -- | -- | --- |
| 1   | Cruzeiro            | 21  | 16 | 9 | 3 | 4  | 29 | 14 | 15  |
| 2   | Fluminense          | 20  | 16 | 8 | 4 | 4  | 26 | 16 | 10  |
| 3   | Internacional       | 20  | 16 | 8 | 4 | 4  | 21 | 12 | 9   |
| 4   | Flamengo            | 20  | 16 | 7 | 6 | 3  | 18 | 9  | 9   |
| 5   | Corinthians         | 16  | 16 | 5 | 6 | 5  | 16 | 15 | 1   |
| 6   | Santa Cruz          | 14  | 16 | 3 | 8 | 5  | 14 | 22 | -8  |
| 7   | Atlético Paranaense | 12  | 16 | 4 | 4 | 8  | 13 | 22 | -9  |
| 8   | Ponte Preta         | 10  | 16 | 3 | 4 | 9  | 11 | 34 | -23 |
| 9   | Vasco da Gama       | 7   | 16 | 2 | 3 | 11 | 14 | 26 | -12 |

|  |                                            |
|  | Zona de classificação para a próxima fase. |

## Jogos da fase final
| 13 de dezembro | Fluminense | 1 – 0 | Palmeiras | Maracanã, Rio de Janeiro                    |
|                | Mickey 34' |       |           | Público: 50 421 Árbitro: GB Armando Marques |

| 13 de dezembro | Cruzeiro   | 1 – 1 | Atlético Mineiro | Mineirão, Belo Horizonte                      |
|                | Tostão 15' |       | Lola 62'         | Público: 85 523 Árbitro: SP José Favilli Neto |

| 16 de dezembro | Cruzeiro | 0 – 1 | Fluminense | Mineirão, Belo Horizonte                     |
|                |          |       | Mickey 34' | Público: 22 922 Árbitro: PE Sebastião Rufino |

| 16 de dezembro | Palmeiras                                | 3 – 0 | Atlético Mineiro | Pacaembu, São Paulo                         |
|                | Edu 55' · Cesar 65' · Ademir da Guia 78' |       |                  | Público: 29 588 Árbitro: GB Armando Marques |

| 20 de dezembro | Palmeiras                                | 4 – 2 | Cruzeiro                   | Pacaembu, São Paulo                         |
|                | Cesar 13', 50' · Fedato 21' · Ademir 66' |       | Rodrigues 55' · Tostão 78' | Público: 19 499 Árbitro: GB Armando Marques |

Palmeiras: Leão; Eurico (Zeca), Luís Pereira, Nelson e Dé; Dudu e Ademir da Guia; Edu, Héctor Silva (Zé Carlos), Cesar e Fedato. Técnico: Rubens Minelli
Cruzeiro: Raul; Lauro, Brito, Darci Meneses e Vanderlei; Zé Carlos e Dirceu Lopes; Natal, Toninho (Evaldo), Tostão e Rodrigues (Palhinha). Técnico: Hilton Chaves
| 20 de dezembro | Fluminense | 1 – 1 | Atlético Mineiro | Maracanã, Rio de Janeiro                                             |
|                | Mickey 37' | [ 3 ] | Vaguinho 48'     | Público: 112 403 Renda: Cr$ 535.419,00 Árbitro: SP José Favilli Neto |

Fluminense: Félix; Oliveira, Galhardo, Assis e Marco Antônio (Toninho); Denílson e Didi; Cafuringa, Cláudio, Mickey e Lula. Técnico: Paulo Amaral
Atlético Mineiro: Renato; Nélio (Zé Maria), Humberto, Vantuir e Oldair; Vanderlei e Humberto Ramos; Ronaldo, Vaguinho, Lola e Tião. Técnico: Telê Santana

## Classificação do quadrangular final
| Pos | Equipes          | Pts | J | V | E | D | GP | GC | SG |
| --- | ---------------- | --- | - | - | - | - | -- | -- | -- |
| 1   | Fluminense       | 5   | 3 | 2 | 1 | 0 | 3  | 1  | 2  |
| 2   | Palmeiras        | 4   | 3 | 2 | 0 | 1 | 7  | 3  | 4  |
| 3   | Atlético Mineiro | 2   | 3 | 0 | 2 | 1 | 2  | 5  | -3 |
| 4   | Cruzeiro         | 1   | 3 | 0 | 1 | 2 | 3  | 6  | -3 |

## Premiação
| Campeão Brasileiro de 1970           |
| Rio de Janeiro                       |
| ------------------------------------ |
| Fluminense Football Club (1º título) |

Bola de Prata de 1970
Os melhores jogadores do campeonato em suas posições, eleitos pela revista Placar:
 Picasso (Bahia)
  Humberto Monteiro (Atlético Mineiro) •  Brito (Cruzeiro) •  Reyes (Flamengo) •  Everaldo (Grêmio) 
  Zanata (Flamengo) •  Samarone (Fluminense) •  Dirceu Lopes (Cruzeiro) 
  Vaguinho (Atlético Mineiro) •  Tostão (Cruzeiro) •  Paulo Cézar Caju (Botafogo)

Hors concours:  Pelé

## Maiores goleadas
1. Cruzeiro 6–0 Ponte Preta, 21 de novembro de 1970.[37]
2. Fluminense 6–1 Ponte Preta, 4 de novembro de 1970.
3. Grêmio 5–0 Atlético-PR, 7 de novembro de 1970.
4. Bahia 1–5 Santos, 2 de dezembro de 1970.
5. Vasco 5–1 Santos, 17 de outubro de 1970.
6. Flamengo 5–1 Santa Cruz, 31 de outubro de 1970.

## Principais artilheiros
1. Tostão (Cruzeiro): 12 gols.[3]
2. Claudiomiro (Internacional) e Flávio (Fluminense): 11 gols.[38]
3. Paulo Cézar Caju (Botafogo): 7 gols.[39]

## Maiores públicos
- Públicos pagantes, acima de 50.000.[3]

1. Fluminense 1–1 Atlético-MG, 112 403, Maracanã, 20 de dezembro de 1970. (*)
2. Atlético-MG 1–1 Cruzeiro, 85 253, Mineirão, 13 de dezembro de 1970.
3. Flamengo 1–1 Fluminense, 81 616, Maracanã, 22 de novembro de 1970.
4. Atlético-MG 1–1 Cruzeiro, 76 505, Mineirão, 25 de outubro de 1970.
5. Flamengo 1–0 Atlético-MG, 69.156, 2 de dezembro de 1970.
6. Flamengo 1–0 Internacional, 62.634, 22 de novembro de 1970.
7. Botafogo 0–0 Flamengo, 59.083, 25 de novembro de 1970.
8. Atlético-MG 3–1 Fluminense, 58.059, 29 de novembro de 1970.
9. Fluminense 3–1 Vasco, 55.392, 1 de novembro de 1970.
10. Flamengo 0–0 Palmeiras, 54.620, 18 de outubro de 1970.
11. Cruzeiro 1–1 Santos, 50.513, 27 de setembro de 1970.
12. Fluminense 1–0 Palmeiras, 50.421, 13 de dezembro de 1970.

(*) Publicou O Estado de S. Paulo, de 22 de dezembro de 1970, em sua página 32: "Mais de 130.000 pessoas — 112.403 que pagaram ingressos e mais de 20 mil que entraram de graça — proporcionando a renda recorde de Cr$ 525.419,50, assistiram ao jogo entre Fluminense e Atlético Mineiro…".

## Campanha do campeão
Time base
 Félix
  Oliveira •  Galhardo •  Assis •  Marco Antônio 
  Denílson •  Didi ( Silveira) •  Samarone ( Cláudio Garcia) 
  Cafuringa •  Flávio ( Mickey) •  Lula 
 Paulo Amaral (treinador)

Primeira fase
Fluminense 1–0 Corinthians (SP), 26/09/1970.
Fluminense 2–1 Cruzeiro (MG), 03/09/1970.
Fluminense 2–1 Grêmio (RS), 07/10/1970.
Fluminense 3–0 America (GB), 11/10/1970.
Bahia (BA) 1–0 Fluminense, 14/10/1970.
Santa Cruz (PE) 0–1 Fluminense, 18/10/1970.
Fluminense 1–1 São Paulo (SP), 22/10/1970.
Internacional (RS) 2–0 Fluminense, 25/10/1970.
Fluminense 3–1 Vasco (GB), 01/11/1970.
Fluminense 6–1 Ponte Preta (SP), 04/11/1970.
Palmeiras (SP) 0–3 Fluminense, 07/11/1970.
Fluminense 1–1 Botafogo (GB), 12/11/1970.
Santos (SP) 1–0 Fluminense, 18/11/1970.
Flamengo (GB) 1–1 Fluminense, 22/11/1970.
Atlético (MG) 3–1 Fluminense, 29/11/1970.
Atlético (PR) 1–1 Fluminense, 06/12/1970.
Fase final
Fluminense 1–0 Palmeiras (SP), 13/12/1970.
Cruzeiro (MG) 0–1 Fluminense, 16/12/1970.
Fluminense 1–1 Atlético (MG), 20/12/1970.
Resumo
Partidas: 19.
Vitórias: 10.
Empates: 5.
Derrotas: 4.
Gols a favor: 29.
Gols contra: 16.
Saldo de gols: 13.
Média de público (mando de campo): 40.408 pagantes.